# Azy
Azy és un municipi francès, situat al departament de Cher i a la regió de Centre – Vall del Loira. L'any 2007 tenia 474 habitants.

## Demografia

### Població
El 2007 la població de fet d'Azy era de 474 persones. Hi havia 200 famílies, de les quals 60 eren unipersonals (20 homes vivint sols i 40 dones vivint soles), 72 parelles sense fills, 64 parelles amb fills i 4 famílies monoparentals amb fills.
La població ha evolucionat segons el següent gràfic:
Habitants censats

### Habitatges
El 2007 hi havia 291 habitatges, 205 eren l'habitatge principal de la família, 36 eren segones residències i 50 estaven desocupats. 284 eren cases i 5 eren apartaments. Dels 205 habitatges principals, 160 estaven ocupats pels seus propietaris, 37 estaven llogats i ocupats pels llogaters i 8 estaven cedits a títol gratuït; 1 tenia una cambra, 28 en tenien dues, 54 en tenien tres, 56 en tenien quatre i 67 en tenien cinc o més. 167 habitatges disposaven pel capbaix d'una plaça de pàrquing. A 91 habitatges hi havia un automòbil i a 93 n'hi havia dos o més.

### Piràmide de població
La piràmide de població per edats i sexe el 2009 era:
| Homes | Edats   | Dones |
| ----- | ------- | ----- |
| 0     | 95 o +  | 4     |
| 0     | 90 a 94 | 4     |
| 8     | 85 a 89 | 8     |
| 4     | 80 a 84 | 8     |
| 8     | 75 a 79 | 8     |
| 16    | 70 a 74 | 4     |
| 12    | 65 a 69 | 16    |
| 16    | 60 a 64 | 20    |
| 12    | 55 a 59 | 8     |
| 4     | 50 a 54 | 24    |
| 8     | 45 a 49 | 4     |
| 16    | 40 a 44 | 8     |
| 32    | 35 a 39 | 4     |
| 24    | 30 a 34 | 36    |
| 8     | 25 a 29 | 16    |
| 4     | 20 a 24 | 8     |
| 12    | 15 a 19 | 8     |
| 4     | 10 a 14 | 12    |
| 20    | 5 a 9   | 20    |
| 16    | 0 a 4   | 8     |

## Economia
El 2007 la població en edat de treballar era de 296 persones, 231 eren actives i 65 eren inactives. De les 231 persones actives 210 estaven ocupades (118 homes i 92 dones) i 21 estaven aturades (11 homes i 10 dones). De les 65 persones inactives 22 estaven jubilades, 19 estaven estudiant i 24 estaven classificades com a «altres inactius».

### Ingressos
El 2009 a Azy hi havia 208 unitats fiscals que integraven 487,5 persones, la mediana anual d'ingressos fiscals per persona era de 17.393 €.

### Activitats econòmiques
Dels 16 establiments que hi havia el 2007, 1 era d'una empresa alimentària, 3 d'empreses de fabricació d'altres productes industrials, 2 d'empreses de construcció, 1 d'una empresa de comerç i reparació d'automòbils, 3 d'empreses d'hostatgeria i restauració, 3 d'empreses immobiliàries i 3 d'empreses de serveis.
Dels 4 establiments de servei als particulars que hi havia el 2009, 1 era un guixaire pintor, 1 lampisteria, 1 veterinari i 1 restaurant.
L'únic establiment comercial que hi havia el 2009 era una fleca.
L'any 2000 a Azy hi havia 25 explotacions agrícoles que ocupaven un total de 3.240 hectàrees.

## Equipaments sanitaris i escolars
El 2009 hi havia una escola elemental integrada dins d'un grup escolar amb les comunes properes formant una escola dispersa.

## Poblacions més properes
El següent diagrama mostra les poblacions més properes.